# Ruch Solidarnościowy
Ruch Solidarnościowy (gr. Κίνημα Αλληλεγγύη) – cypryjska partia polityczna o charakterze prawicowym i narodowo-konserwatywnym.
Partię w styczniu 2016 utworzyła eurodeputowana Eleni Teocharus, która w 2015 opuściła centroprawicowe Zgromadzenie Demokratyczne. Z marcu 2016 do nowego ugrupowania przyłączyła się Partia Europejska Dimitrisa Silurisa. Partia przyjęła kurs nacjonalistyczny, krytykując prowadzenie przez prezydenta Nikosa Anastasiadisa negocjacji z liderami cypryjskich Turków i rozważaną koncepcję federacji.
W wyborach w maju 2016 Ruch Solidarnościowy otrzymał 5,2% głosów, co przełożyło się na 3 mandaty w Izbie Reprezentantów. W wyborach w maju 2021 partia dostała 2,3% głosów, nie uzyskując poselskiej reprezentacji.